# Parc d'État de Red Rock Canyon
Le Parc d'État de Red Rock Canyon est un parc d'Etat de Californie d'une superficie d'environ 110 km2, situé dans le district Tehachapi. Le parc se trouve le long de la route nationale 14 dans le comté de Kern, à environ 129 km à l'est de Bakersfield et 40 km au nord de Mojave. La localité la plus proche est Cantil.
Le parc comporte des falaises pittoresques, des buttes et des formations rocheuses spectaculaires dans un climat désertique. Le parc est situé à l'endroit où la pointe sud de la Sierra Nevada converge avec les Montagnes El Paso. Le canyon présente des couleurs vives dues à l’alternance de couches d’argile blanche et de grès rouge, accentuées par des roches volcaniques roses et des formations de lave brune. Il s’est formé il y a 3 millions d’années.

## Description
Le Red Rock Canyon offre des paysages désertiques. Chaque canyon affluent offre des couleurs vives. Après des hivers humides, des fleurs apparaissent. La faune comprend des geococcyx, des renards nains, des lynx roux, des coyotes, des faucons, des lézards, des souris et des écureuils. Le parc comprend deux réserves naturelles, et propose, entre autres, des activités de loisirs telles que le camping, des visites touristiques, des activités équestres, des randonnées, des circuits pour véhicules tout-terrain et des opportunités de réflexion et de solitude.

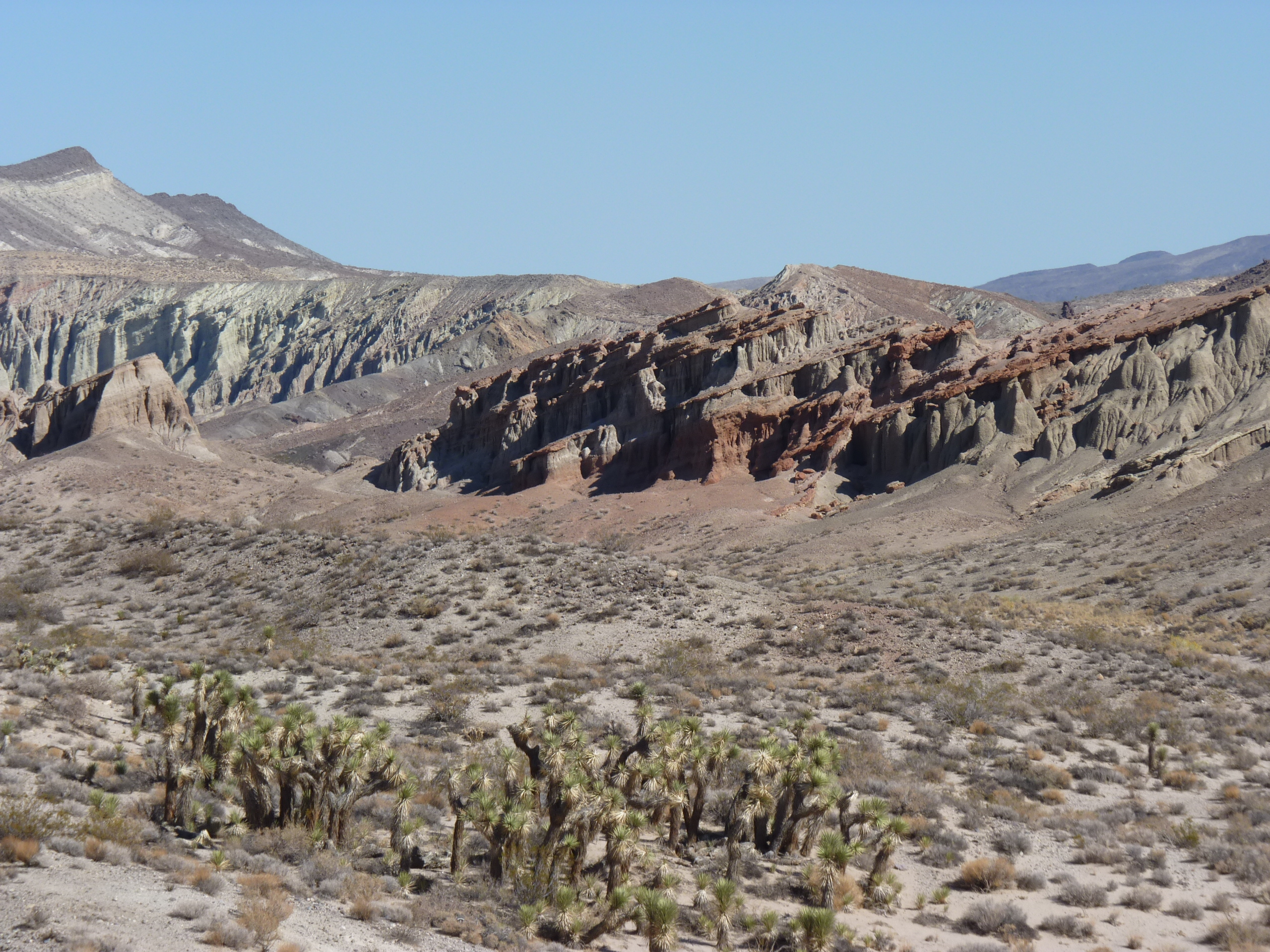
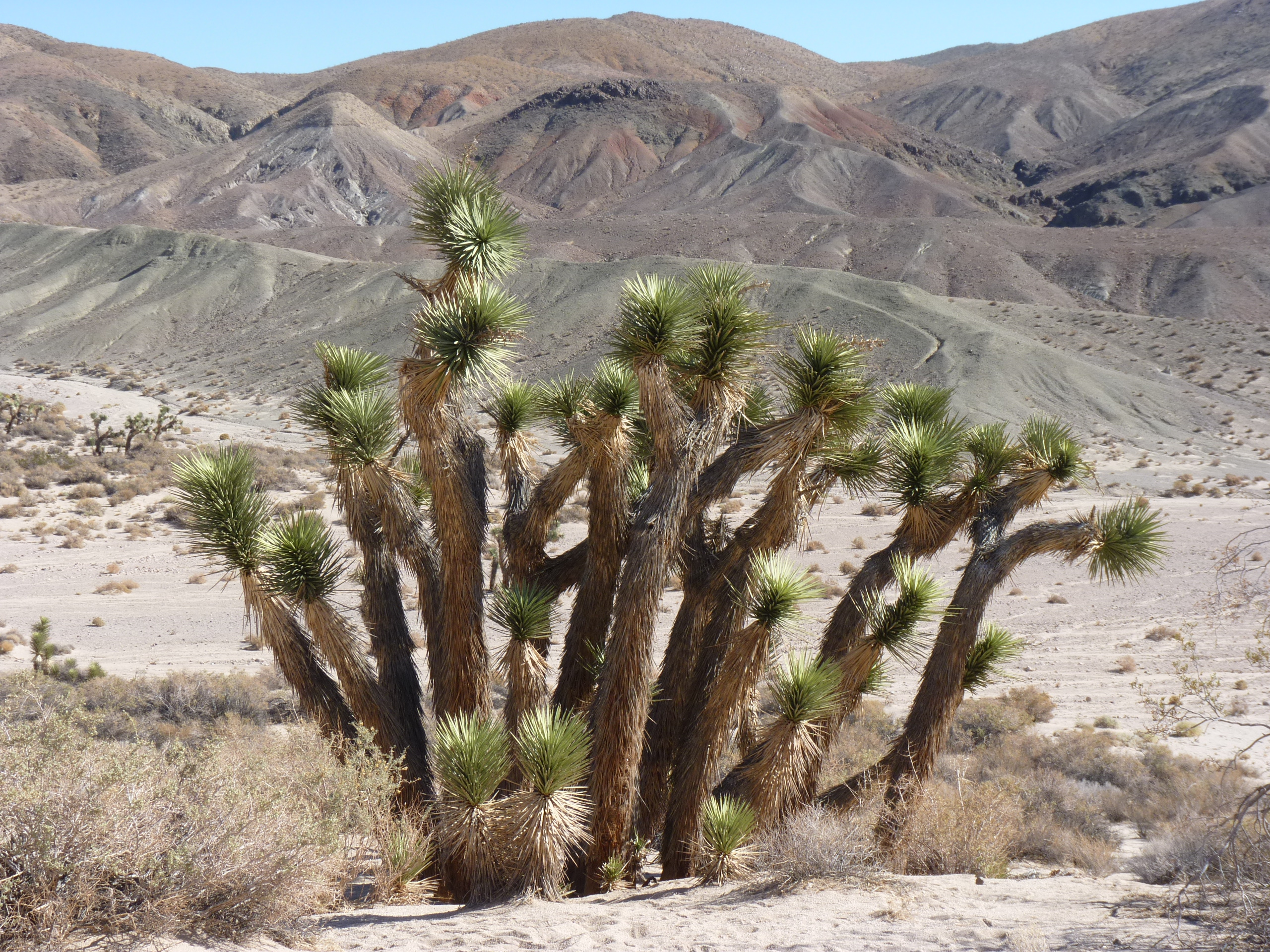
Arbre de Josué
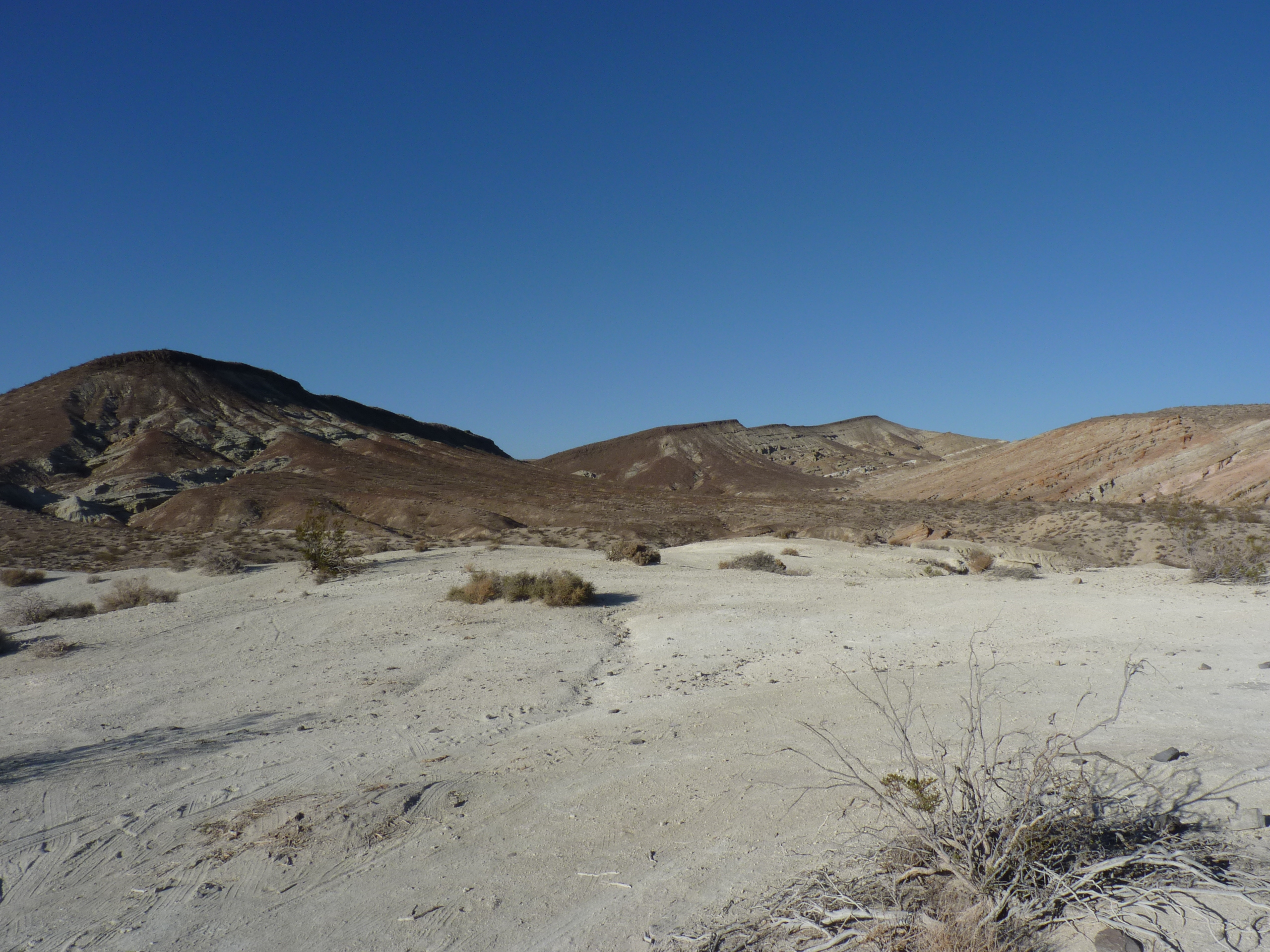
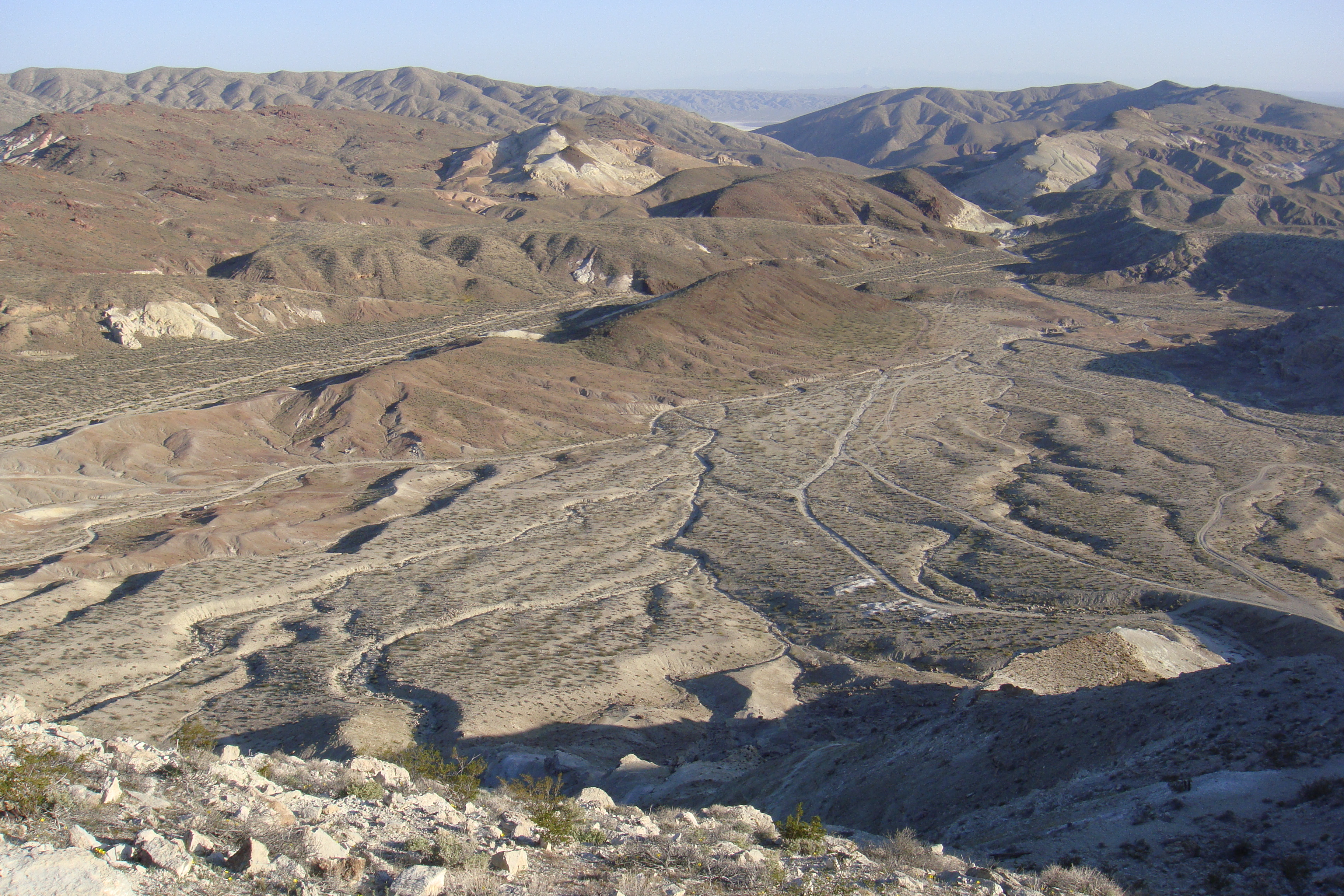
Une plaine alluviale au centre du parc
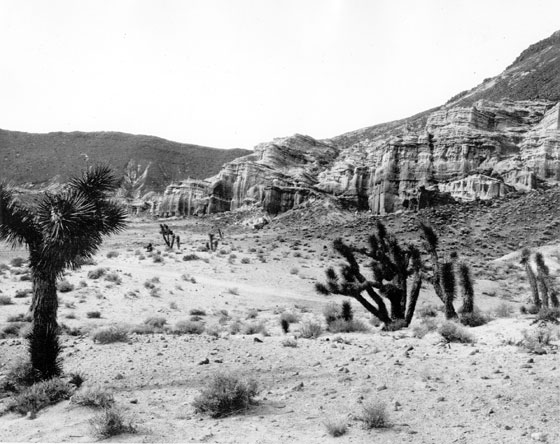
Vue du parc en 1933
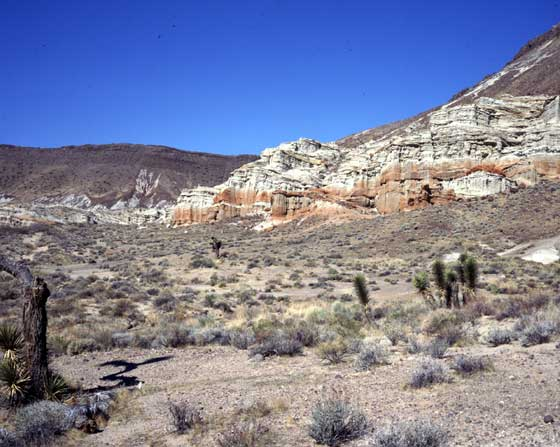
La même vue en 1999

## Histoire
La zone était autrefois habitée par les Indiens Kawaiisu. Des pétroglyphes et pictogrammes se trouvent dans les montagnes d'El Paso et représentent les sites rituels des ancêtres des Coso. Les Cosos étaient les premiers habitants amérindiens de cette localité. Ils ont créé de vastes sculptures dans la roche dans le El Paso et les montagnes voisines de Red Rock Canyon. Ils commerçaient avec d'autres tribus pour certaines considérablement éloignées, comme les Chumashs sur la côte Pacifique.
Le parc contient notamment des sites paléontologiques et les vestiges de l'exploitation minière des années 1890.

## Lieu de tournage
Grâce à ses caractéristiques et la proximité de Los Angeles, Red Rock Canyon a souvent été utilisé comme un lieu de tournage pour des films, des séries télévisées, des publicités et des clips vidéo de musique. Parmi les nombreux westerns tournés, il y a Les Grands Espaces et Le Banni, ainsi que des films tels que La Momie, Zorro Rides Again, Jurassic Park, Sacré Père Noël, Missile to the Moon, Enfer mécanique, Westworld, Sauvages et Supercopter. 40 Fusils manquent à l'appel, le dernier film de Audie Murphy, a été filmé en 1966. La scène d’ouverture du film The Darkness (2016) a également été prise ici.

### Clips
La vidéo de musique 2005 Cater 2 U du groupe Destiny 's Child a été filmée dans le parc.
La vidéo de 2006 pour la chanson « Knights of Cydonia » du groupe de rock britannique Muse a également été tournée dans le parc.